# Chuquihuta
Chuquihuta, oficialmente Chuquihuta Ayllu Jucumani, es una localidad y municipio de Bolivia, ubicado en la provincia de Rafael Bustillo del departamento de Potosí. El municipio cuenta con una población de 8.019 habitantes (según el Censo INE 2012). El municipio se ubica cercano a las altas montañas de la Cordillera Central de los Andes bolivianos.
Es uno de los municipios más jóvenes del país, desprendiéndose del municipio de Uncía al ser creado mediante la Ley 4039 el 17 de junio de 2009.

## Geografía
Limita al oeste con el municipio de Uncía, al sur con el departamento de Oruro, al este con la provincia de Chayanta y al norte con el municipio de Chayanta.

## Demografía
De acuerdo con el censo boliviano de 2024, la población del municipio de Chuquihuta es de 8 170 habitantes.
La población del municipio aumentó en más de un tercio entre 1992 y 2024:
| Año  | Habitantes (municipio) | Fuente |
| ---- | ---------------------- | ------ |
| 1992 | 5 916                  | Censo  |
| 2001 | 6 658                  | Censo  |
| 2012 | 8 019                  | Censo  |
| 2024 | 8 170                  | Censo  |

## Transporte
Chuquihuta se encuentra a 120 kilómetros por carretera al sureste de Oruro, capital del departamento homónimo.
Desde Oruro, la carretera asfaltada Ruta 1 conduce al sur 22 km vía Vinto hasta Machacamarquita, ocho kilómetros al norte de Machacamarca. En Machacamarquita, la Ruta 6 se bifurca en dirección sureste y, luego de 79 km, llega a la localidad de Llallagua por Huanuni. Desde allí, la Ruta 6 conduce otros 38 km por Uncía y Cala Cala hasta Chuquihuta y otros 53 km más hasta Pocoata y Macha.